# Лугове (Єсільський район)
Лугове́ (каз. Луговое) — село у складі Єсільського району Північноказахстанської області Казахстану. Входить до складу Зарічного сільського округу.
Населення — 40 осіб (2021; 78 у 2009, 107 у 1999, 123 у 1989).
Національний склад станом на 1989 рік:
- росіяни — 46 %
- казахи — 44 %.